# Guiche
Guiche (en occitano: Guishe, en euskera: Gixune) es una localidad y comuna francesa situada en el departamento de Pirineos Atlánticos, en la región de Aquitania y en el territorio histórico vascofrancés de Labort.
Limita al norte con las comunas de Sainte-Marie-de-Gosse y Saint-Laurent-de-Gosse del departamento de Landas y este con la también landesa comuna de Hastingues. Al noreste linda con Sames y al sur con Bardos y Urt.
Guiche alberga los restos del château de Guiche, residencia de los duques de Gramont.

## Heráldica
Cortado: 1º, en campo de gules una casona, con pórtico de cuatro pilares que cubre una escalera de seis escalones que acaban en una puerta de gules, grilleteada de sable; todo lo demás de oro, adjurado de sable y 2º, en campo de azur, una barca de plata, que flota sobre una onda del mismo metal puesta en punta; jefe de plata, cargada de cuatro árboles de sinople, frutados de su color natural, y puestos en faja.

## Demografía
| Gráfica de evolución demográfica de Guiche entre 1800 y 2012 |
|                                                              |

Fuentes: Ldh/EHESS/Cassini e INSEE.